# 1958年アジア競技大会

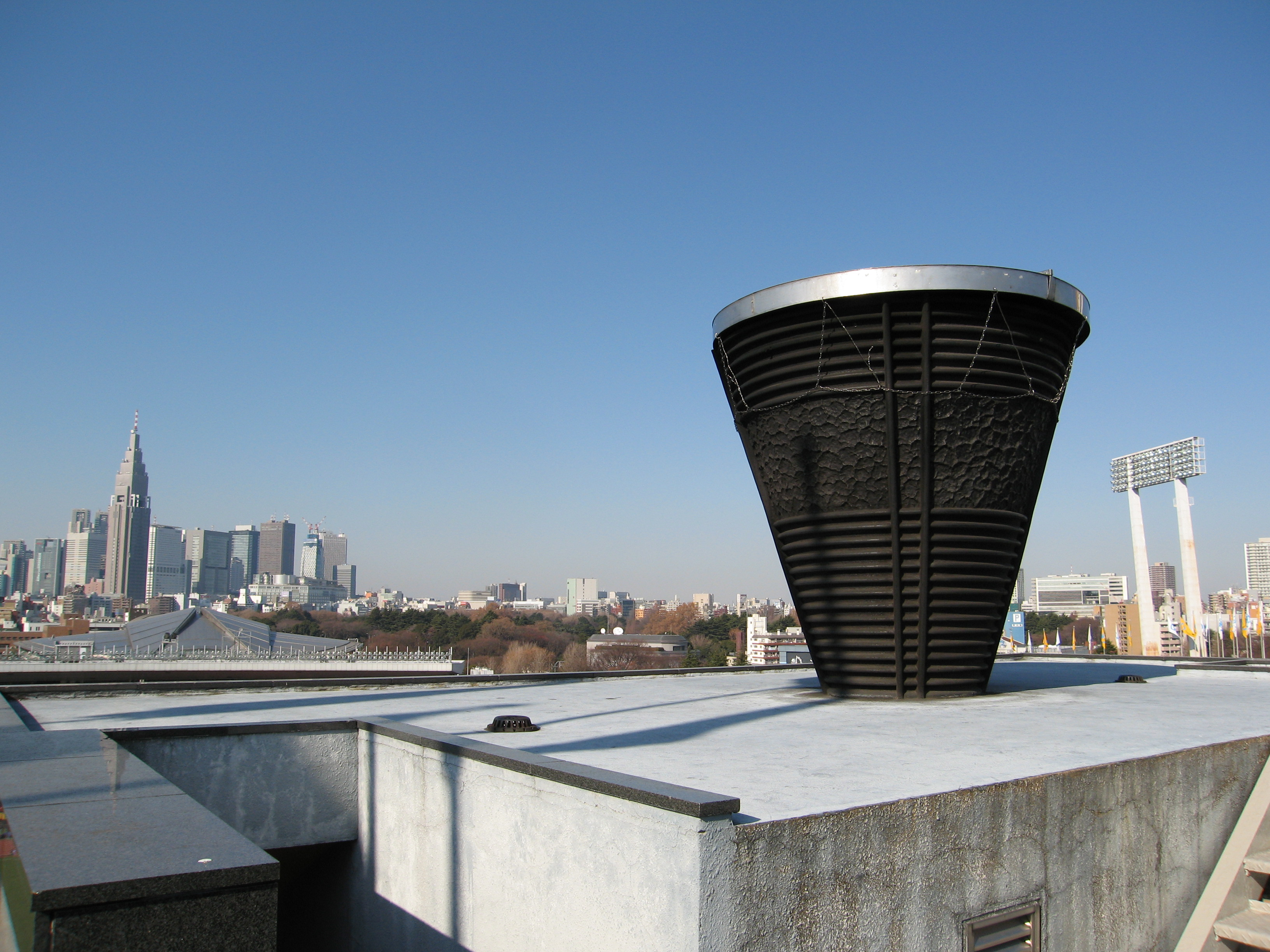
会場となった国立競技場

1958年アジア競技大会（1958ねんアジアきょうぎたいかい、The 3rd Asian Games III Asiad）は、1958年に日本の東京都で開催された第3回アジア競技大会。大会スローガンは「Ever Onward（限りない前進）」。

## ハイライト
今回の大会では、1964年に行われる夏季オリンピックの東京招致を目指し開催された。大会に先駆け、国際オリンピック委員会総会（IOC総会）が行われ、開会式で、1896年の第1回アテネオリンピックで演奏されたオリンピック賛歌が62年の時を経て復元され、演奏された。その翌年のIOC総会で東京オリンピック開催が決定された。ちなみにその年は第14回国民体育大会が東京都で開催された。また、この大会から初めて聖火リレーを実施し、この時の聖火はフィリピンのマニラで点火されたものであった。聖火リレー最終走者は織田幹雄が務めた。
閉会式では式典部長の松沢一鶴により、光を使って別れの雰囲気を醸し出す演出が取り入れられた。この演出は国際オリンピック委員会委員（IOC委員）を驚かせ、1960年ローマオリンピックの閉会式でも模倣された。
なお国立霞ヶ丘競技場陸上競技場（国立競技場）はこの大会に合わせて旧明治神宮外苑競技場を解体し、建造されている。
大会は成功裏に終わったものの、入場券が予定数以上発売されてしまった為に入場券購入者が観戦できなかったというハプニングが各会場で起こったという。
大会中、中華民国の国旗を逆さまに掲揚するというミスが発生した。

## 記念発行物
アジア大会開催を記念して郵政省（現在の日本郵便）が、1958年5月24日に記念切手4種類を発行している。額面は当時の国内及び国際郵便（船便）の葉書と封書の基本料金であるため、額面はそれぞれ異なる。

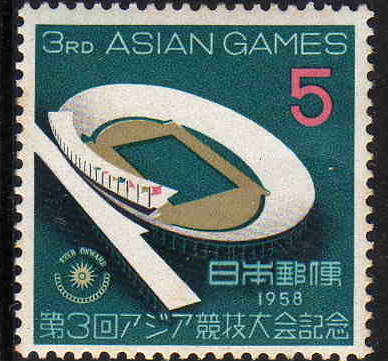
国立競技場
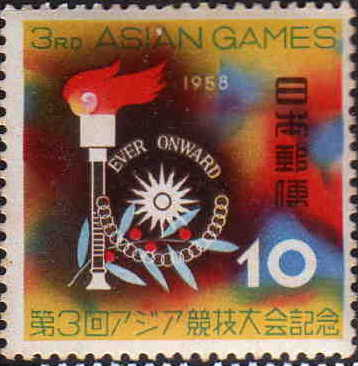
聖火とシンボルマーク
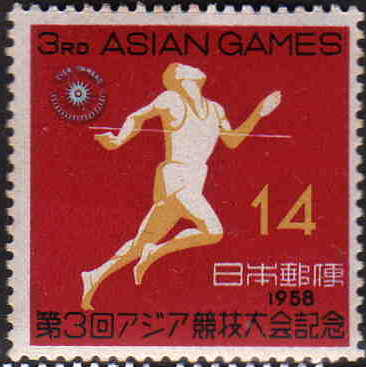
ランナーのイメージ
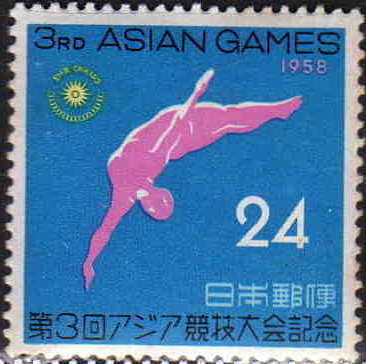
飛び込みのイメージ

## 実施競技
- 柔道
- 陸上競技（詳細）
- 水泳
- サッカー（詳細）
- バスケットボール（詳細）
- ボクシング
- ウエイトリフティング
- 射撃
- テニス
- バレーボール
- 卓球
- ホッケー
- 自転車競技

## 国・地域別メダル受賞数
| 順 | 国・地域       | 金 | 銀 | 銅 | 計  |
| -- | -------------- | -- | -- | -- | --- |
| 1  | 日本           | 67 | 42 | 30 | 139 |
| 2  | フィリピン     | 9  | 19 | 21 | 49  |
| 3  | 韓国           | 8  | 7  | 10 | 25  |
| 4  | イラン         | 7  | 14 | 10 | 31  |
| 5  | 中華民国       | 6  | 11 | 17 | 34  |
| 6  | パキスタン     | 6  | 11 | 8  | 25  |
| 7  | インド         | 5  | 4  | 4  | 13  |
| 8  | ベトナム共和国 | 2  | 0  | 4  | 6   |
| 9  | ビルマ連邦     | 1  | 2  | 0  | 3   |
| 10 | シンガポール   | 1  | 1  | 1  | 3   |
| 11 | セイロン       | 1  | 0  | 1  | 2   |
| 12 | タイ           | 0  | 1  | 1  | 2   |
| 13 | イギリス領香港 | 0  | 1  | 1  | 2   |
| 14 | インドネシア   | 0  | 0  | 6  | 6   |
| 15 | マラヤ連邦     | 0  | 0  | 3  | 3   |
| 16 | イスラエル     | 0  | 0  | 2  | 2   |

## 参加国・地域
- アフガニスタン (8)
- ビルマ連邦 (36)
- カンボジア (12)
- セイロン (11)
- 香港 (80)
- インド (79)
- インドネシア (66)
- イラン (83)
- イスラエル (23)
- 日本 (287)
- マラヤ連邦 (80)
- ネパール (7)
- 北ボルネオ (8)
- パキスタン (87)
- フィリピン (152)
- 中華民国 (136)
- シンガポール (54)
- 韓国 (120)
- ベトナム共和国 (32)
- タイ (47)